# Pozycja obowiązkowa
Pozycja obowiązkowa (ang. Book Club) – amerykański film komediowy z 2018 roku w reżyserii Billa Holdermana, wyprodukowany przez wytwórnię Paramount Pictures. Główne role w filmie zagrały Jane Fonda, Diane Keaton, Candice Bergen i Mary Steenburgen.
Premiera filmu odbyła się 18 maja 2018 w Stanach Zjednoczonych. Tydzień później, 25 maja, obraz trafił do kin na terenie Polski.

## Fabuła
Diane (Diane Keaton), Sharon (Candice Bergen), Vivian (Jane Fonda) i Carol (Mary Steenburgen) to kobiety około sześćdziesiątki. Raz w miesiącu kobiety spotykają się, żeby podyskutować o książkach. Na jedno ze spotkań klubu czytelniczego wybierają skandalizującą powieść „Pięćdziesiąt twarzy Greya”. Okazuje się, że lektura jest dla przyjaciółek wyjątkowo inspirująca. Panie zafascynowane erotycznymi przygodami Anastasii i Christiana postanawiają wzbogacić swoje życie intymne.

## Obsada
- Diane Keaton jako Diane
- Jane Fonda jako Vivian
- Candice Bergen jako Sharon
- Mary Steenburgen jako Carol
- Andy García jako Mitchell
- Don Johnson jako Arthur
- Richard Dreyfuss jako George
- Craig T. Nelson jako Bruce
- Alicia Silverstone jako Jill
- Katie Aselton jako Adrianne
- Tommy Dewey jako Scott
- Ed Begley Jr. jako Tom
- Mircea Monroe jako Cheryl

## Odbiór
Film Pozycja obowiązkowa spotkał się z mieszaną reakcją krytyków. W serwisie Rotten Tomatoes 63% z czterdziestu trzech recenzji filmu jest pozytywne (średnia ocen wyniosła 5,3 na 10). Na portalu Metacritic średnia ocen z 25 recenzji wyniosła 51 punktów na 100.